# St. Martin (Memmingen-Steinheim)

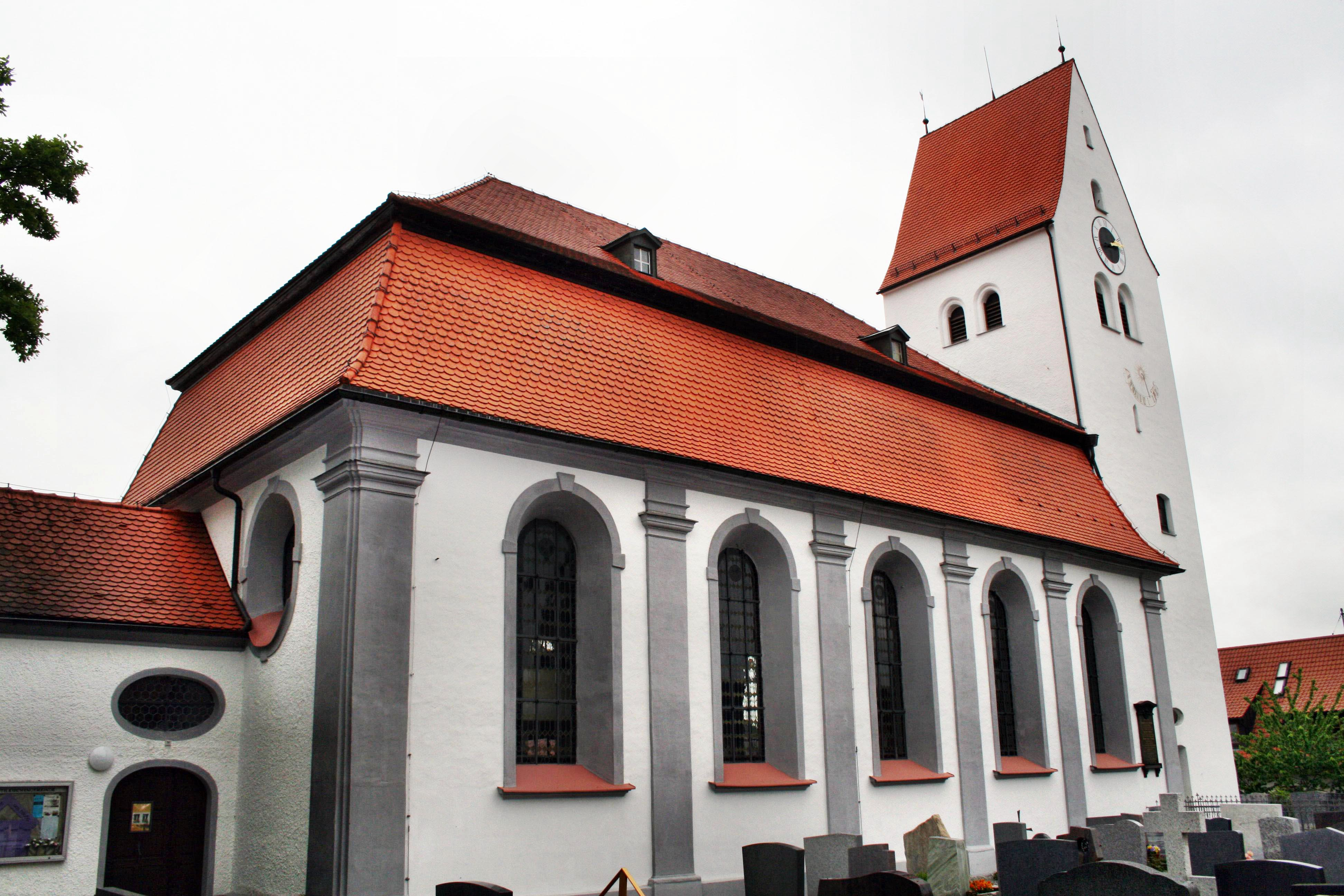
Die St.-Martins-Kirche von Süden

Die evangelisch-lutherische St.-Martins-Kirche im Memminger Stadtteil Steinheim ist eine barocke Saalkirche. Sie ist Pfarrkirche im Dekanat Memmingen. Der Platz, auf dem sie steht, ist leicht erhöht und wurde in vorchristlicher Zeit vermutlich bereits als Gebetsplatz benutzt. Die Kirche ist geostet, bildet einen starken städtebaulichen Akzent und ist zugleich der Dorfmittelpunkt. Erbaut wurde sie in dem im oberschwäbischen Raum untypischen Markgrafenstil.

## Geschichte

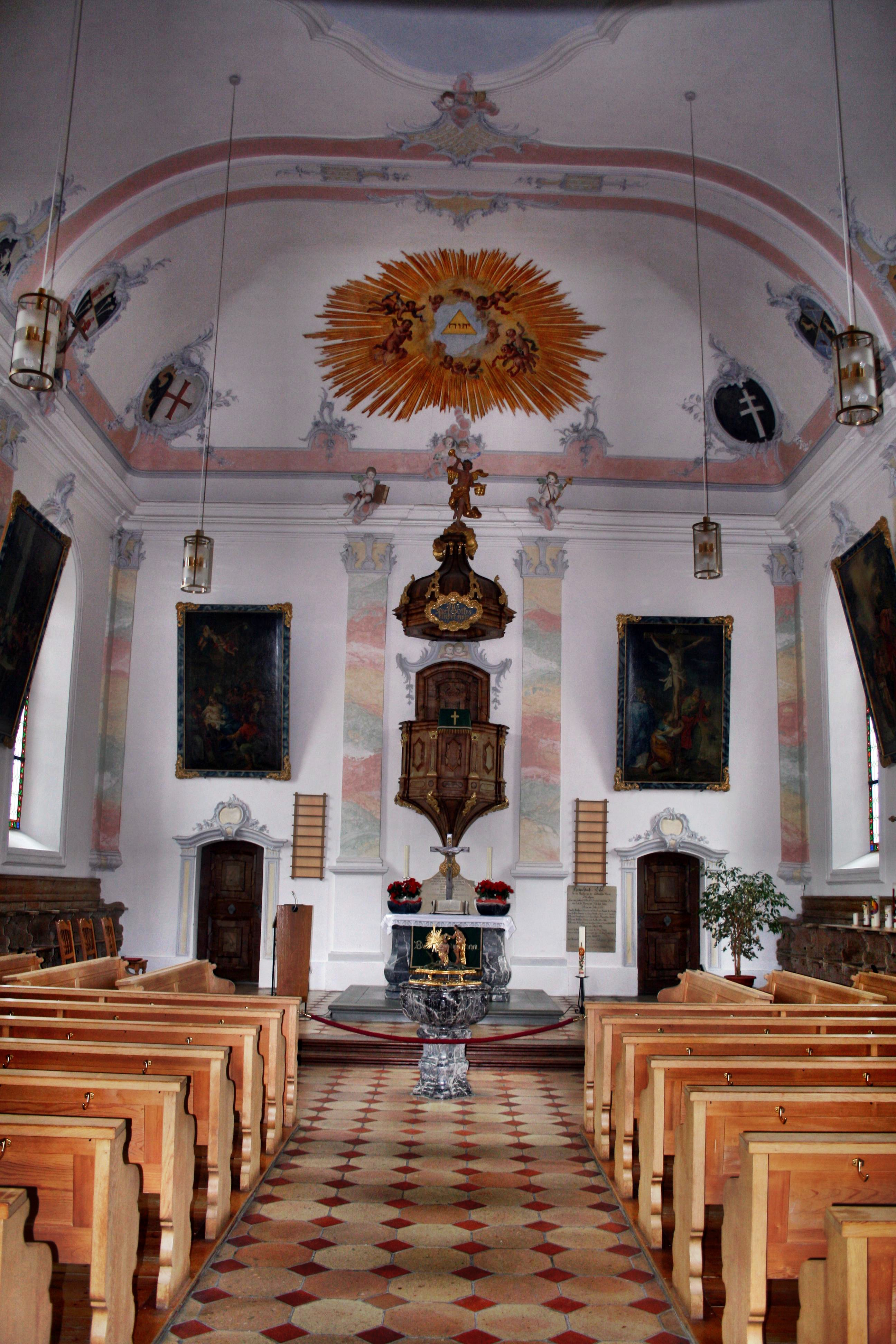
Innenansicht

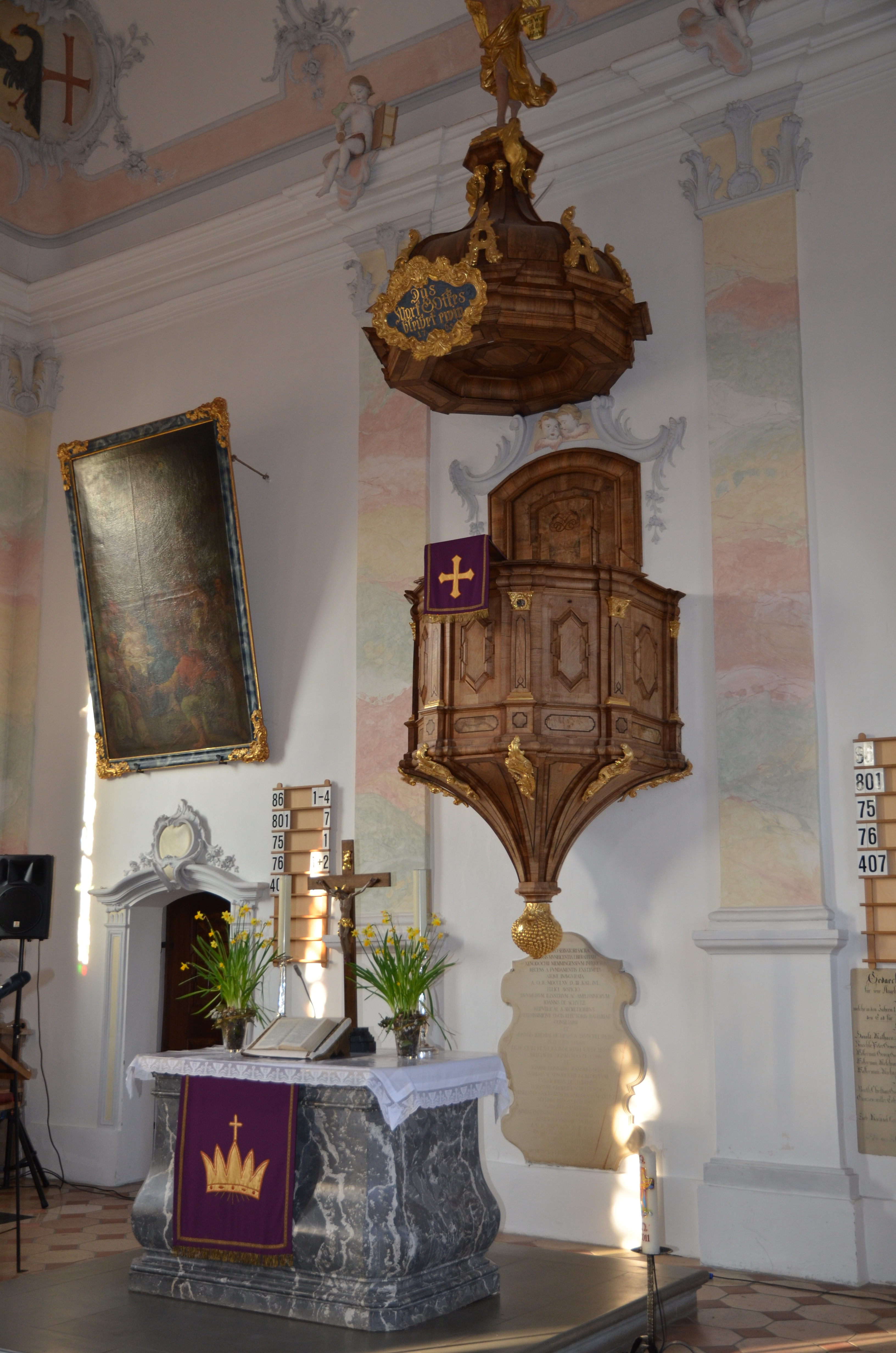
Altar und Kanzel

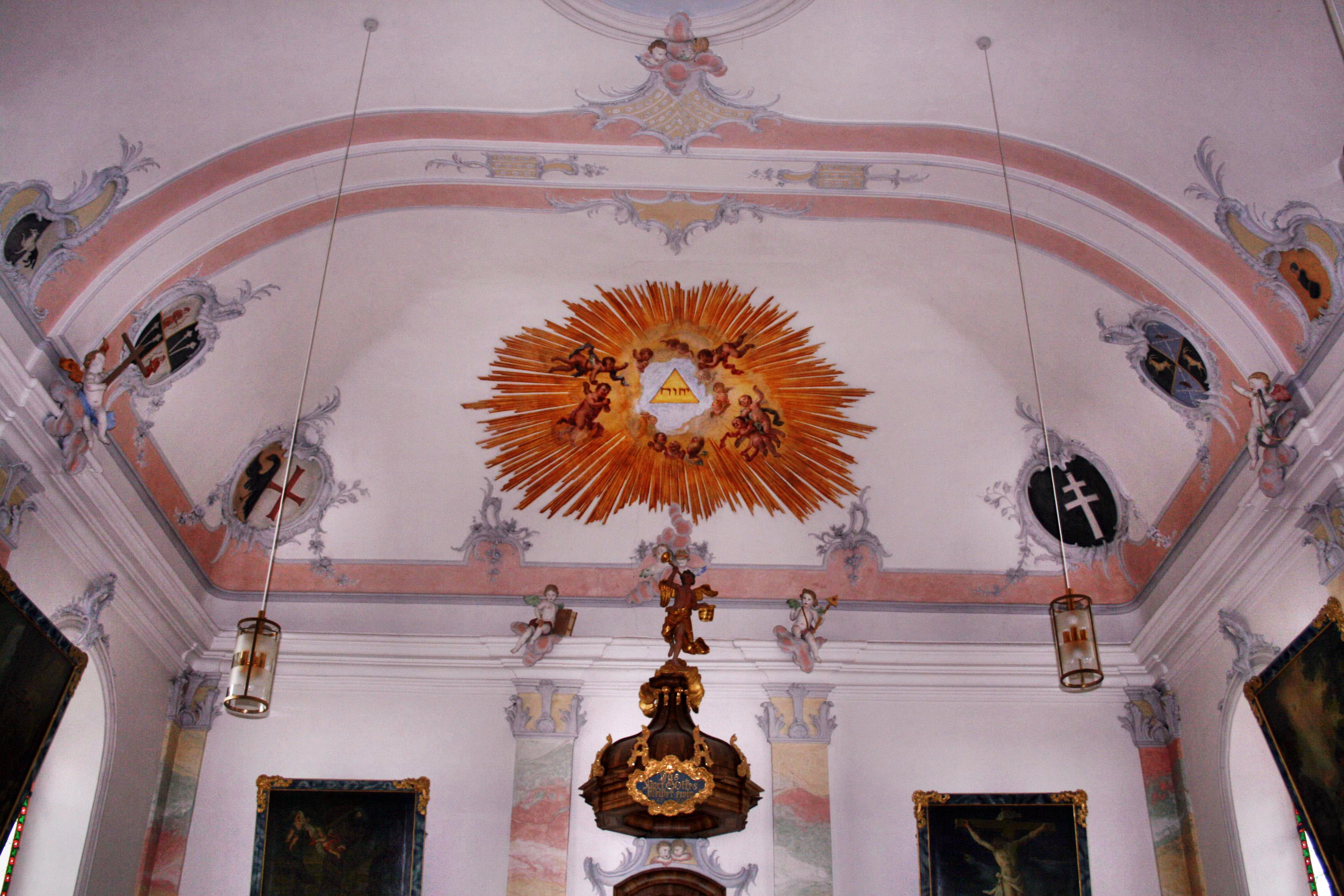
Deckenfresken

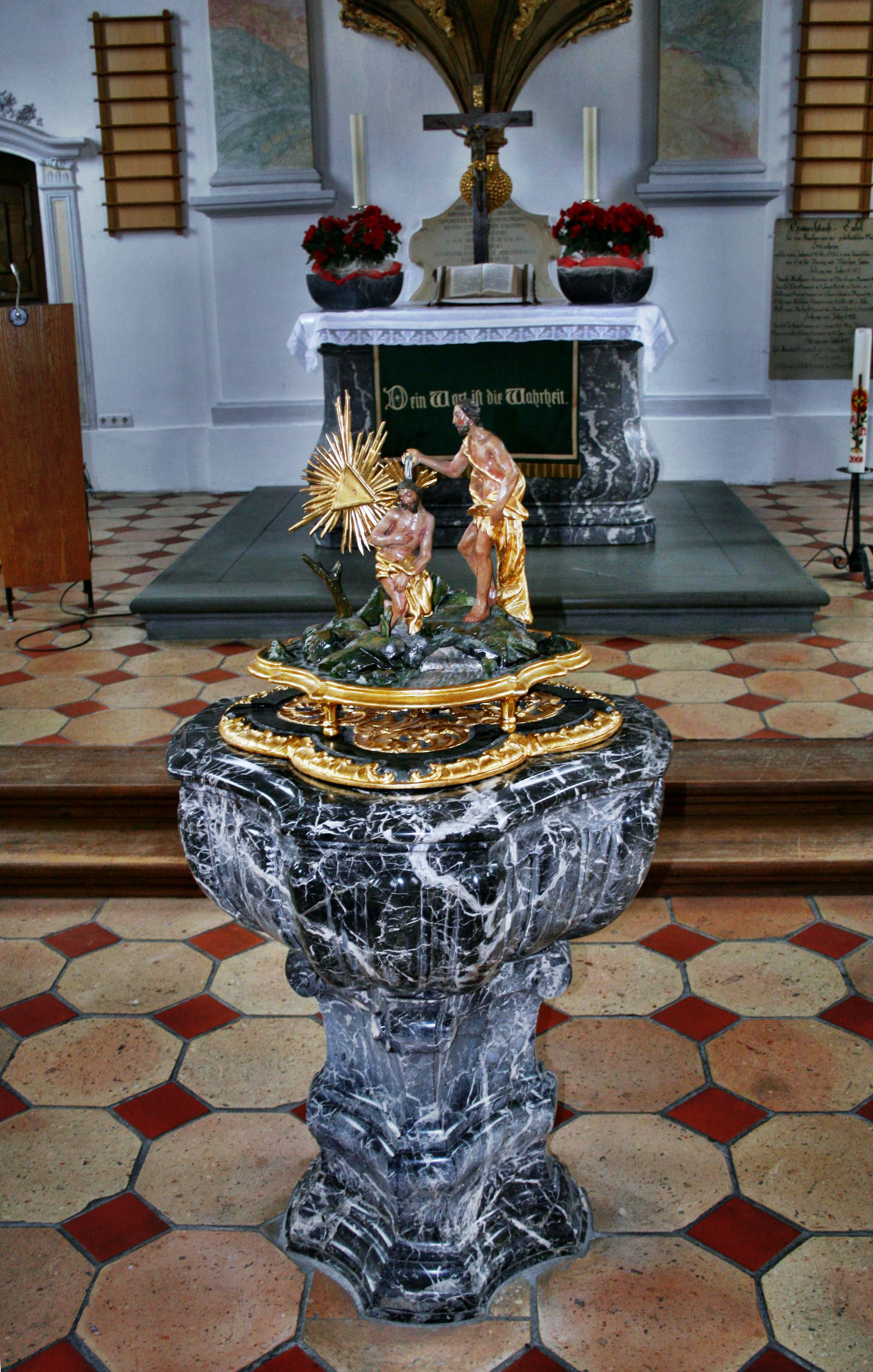
Taufbecken

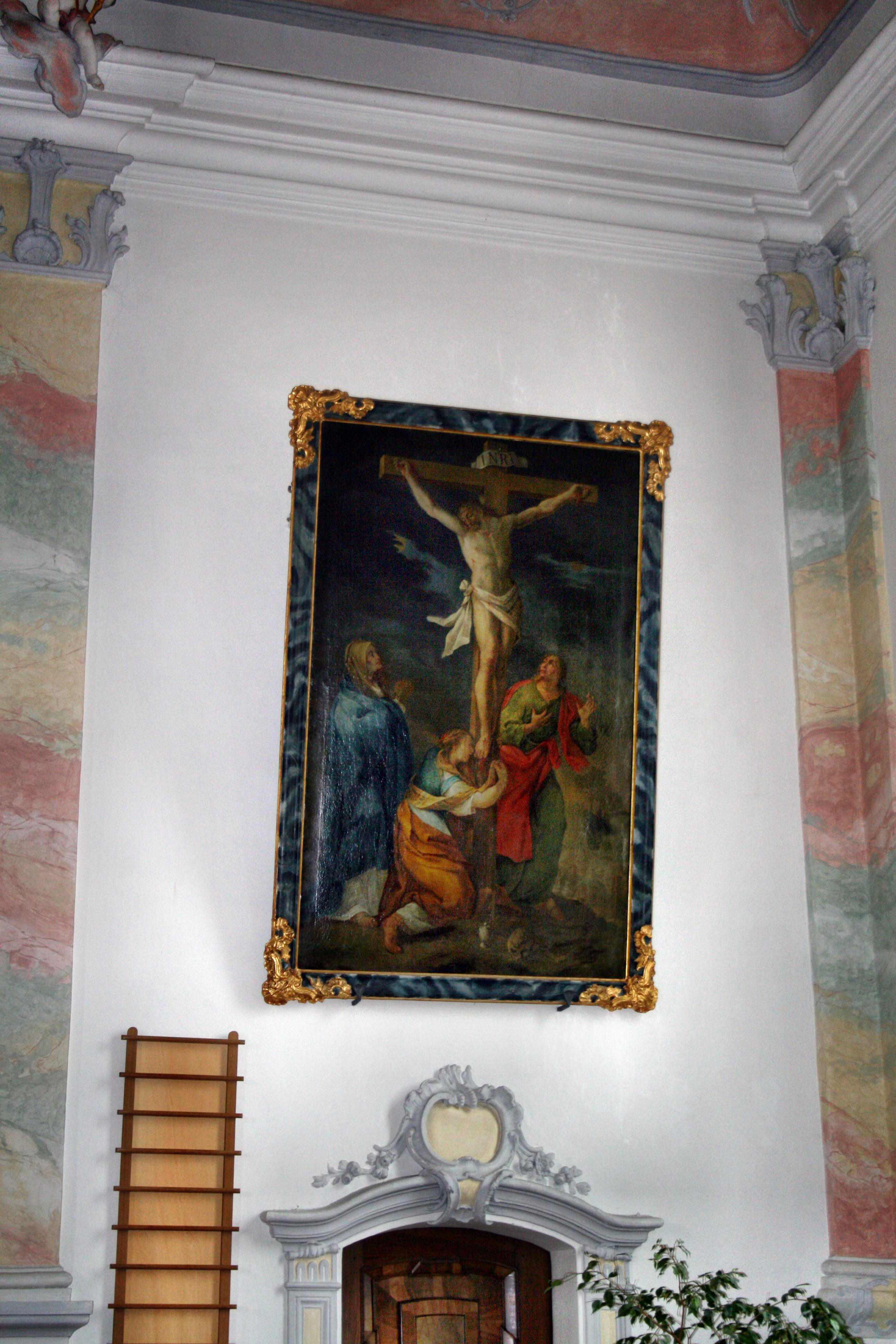
Kreuzigungsszene über dem Turmeingang

Die Geschichte der Kirche geht zurück bis in das neunte Jahrhundert. 972 war Steinheim wohl bereits Pfarrei. Damals stand an dieser Stelle eine kleine St.-Martins-Kapelle. Sie hatte einen quadratischen Chor und einen größeren quadratischen Kirchenraum. Später wurde sie immer wieder erweitert. Der Ort muss jedoch erst später hinzugekommen sein. 1765 wurde der heutige Bau geweiht. Er besitzt im Langhaus ein Mansarddach, der Chor hat einen quadratischen Grundriss und ein gotisches Satteldach, das typisch für Oberschwaben ist. Vor dem Neubau der Kirche war der Turm, der erhalten blieb, eingewölbt, und wurde vermutlich als Sakristei genutzt. Ein starker Sturm riss 1777 das Blechdach der Kirche zur Hälfte ab. 1792 wurde eine neue Orgel angeschafft. Anfang des 19. Jahrhunderts wurde die Einrichtung der Kirche durch viele Spenden der Gemeindemitglieder erweitert. Die Kirche erhielt einen neuen Altar und vier neue Fenster. 1888 wurde der Kirchturm verputzt und getüncht, die Zifferblätter der Uhr und die Sonnenuhr wurden erneuert, 1911 sechs neue Kirchenfenster eingesetzt. Beim Neubau der Friedhofsmauer 1949 kamen Reste der alten Kapelle aus Tuffsteine zum Vorschein. Zwei neue Glocken zum Heimat- und Totengedenken wurden 1954 angeschafft. 1973–74 wurde die Kirche innen und außen renoviert und sie erhielt eine neue Bestuhlung. Da der Platz auf dem Friedhof um die Kirche zu klein geworden war, wurde in den 1980er Jahren ein neuer Friedhof hinter dem Pfarrhaus angelegt. 2002 wurden die Fundamente der Kirche saniert und trockengelegt.

## Baubeschreibung

### Außenbau
Die Außenwände ragen hinter dem Turm hervor. Der romanische Chorturm mit Satteldach schließt sich an das fünfjochige Langhaus im Osten an. Die Wände bestehen aus verputztem Ziegelmauerwerk. In jedem Joch befindet sich ein großes Rundbogenfenster. Am Westen ist ein Vorzeichen angebaut.

### Innenraum
Der Innenraum besteht aus dem Kirchenschiff. An der Ostwand befindet sich die Kanzel, davor der Altar und daneben der Taufbrunnen. Das Vorzeichen ist schlicht gehalten, ohne Kirchenschmuck und enthält  eine einfache Holztreppe als Emporenaufgang.

## Kirchenschmuck

### Malereien
Die Kirche ist für einen barocken Neubau außerordentlich sparsam mit einfachen, linienhaften Fresken und Stuck verziert. Wenige Ölgemälde zieren das Innere der Kirche.

#### Fresken
Fresken befinden sich über der Kanzel und an der Orgel. An allen Ecken der Kirche sind Wappen angebracht, darunter die der Stadt Memmingen und der Unterhospitalstiftung, zu der das Dorf bis 1806 gehörte. Über der Kanzel stehen die Buchstaben JHWH, das Wort für Gott in hebräischer Sprache. In einem Strahlenkranz um dieses Tetragramm tummeln sich mehrere Engel. Über der Orgel befindet sich ein Fresko mit David. In der Nordostecke der Kirchendecke ist das reichsstädtische Wappen von Memmingen angebracht, in der gegenüberliegenden Ecke das Doppelkreuz der Unterhospitalstiftung. Weitere Wappen der Kirche sind die der Geheimen Räte Johann Jeremias von Heuß und Johannes von Schütz, das des Spitalpflegers Melchior Sigismund von Lupin und das des Spitalpflegers Johann Conrad Zangmeister. Alle Fresken sind in groben Strukturen gemalt.

#### Ölgemälde
Zwei Ölgemälde befinden sich an der Nord-  und Südseite des Kirchenschiffs zwischen den Fenstern, zwei andere an der Orgelempore. Die Gemälde schuf 1764 Franz Georg Hermann. Sie haben eine weitaus höhere Qualität als die Fresken. Sie wurden 1883 und 1976/79 restauriert und zeigen die Geburt Christi, die Kreuzigungsszene, die Taufe Christi, die Bergpredigt, die Himmelfahrt Christi, die Auferstehung Christi, Moses auf dem Berg Sinai, das letzte Abendmahl, die Verkündigung Mariens, Emmaus und die Ausgießung des Heiligen Geistes.

### Holzausstattung
In der Kirche befindet sich ein um 1765 geschaffenes gefasstes Altarkreuz. Das Gestühl aus schlichtem Nadelholz mit geschwungenen Wangen ist zur selben Zeit entstanden. Unter der Empore befindet sich ein Stallengestühl. Die Kanzel ist an der mittleren Achse der Ostwand angebracht. Sie besteht aus Nussbaum mit Ebenholzeinlagen und ist mit vergoldetem Rocailledekor geschmückt. Der polygonale Kanzelkorb hat ein geschweiftes Unterteil. Der Korb mit einem Kröpfrahmen ist durch Pilaster gegliedert. Der Aufsatz des Schalldeckels hat die Form einer Zwiebelkuppel mit einem Posaunenengel als krönende Figur.

### Stuck
1764/65 wurde die Kirche sparsam mit Stuck ausgestattet. An der Decke wurden einige Wappen mit Rocaillekartuschen geschmückt. Über den Pilastern befinden sich Putten, an den Gurten eine Rocaillezier und Engelsköpfe. Ein geschwungener Deckenspiegel befindet sich ebenfalls in der Kirche. Die Fenster sind mit Rocaillen und Engelsköpfen geschmückt.

### Taufstein
Der Taufstein aus grauem Marmor wurde 1765 geschaffen. Er ist mit geschwungenen Pfeilern und einem Muschelbecken ausgestattet. Der flache hölzerne Deckel wurde etwa 1883 hergestellt. Er trägt die geschnitzte Figur Johannes des Täufers, wie er Jesus tauft.

### Steinkunst
Von der Grundsteinlegung der Kirche im Jahr 1764 berichtet eine Platte aus Solnhofer Stein. Eine Gedenktafel von 1815 erinnert an die Gefallenen der Gemeinde in den Napoleonischen Kriegen von 1805 bis 1815.

## Orgel

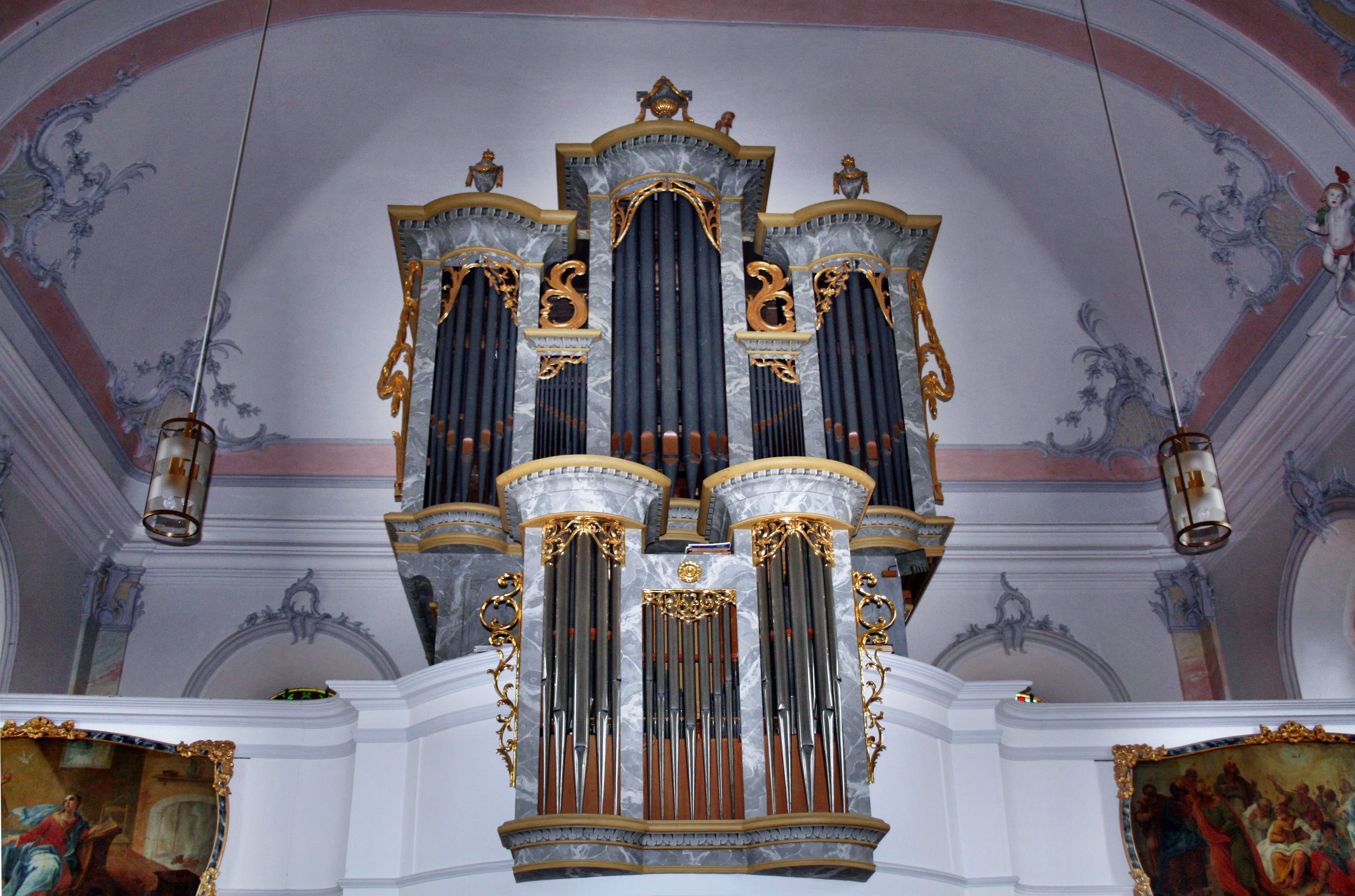
Die Orgel auf der zweiten Empore

Die Orgel steht auf der zweiten Empore und wurde 1792 von Johann Georg Rabus aus Memmingen gebaut. Der Prospekt wird aus drei konvexen Türmen und kräftigen Profilen, vergoldeten Ranken und Girlandendekor gebildet. In den Jahren 1960 bis 1975 wurde sie durch Orgelbaumeister Gerhard Schmid aus Kaufbeuren um ein Rückpositiv, und 1986 um ein Schwellwerk erweitert.
Das Instrument besitzt Schleifladen mit mechanischer Traktur und hat seitdem 29 Register. Die Disposition lautet wie folgt:
| I Rückpositiv C–g3 |       |
| Gemsflöte          | 8′    |
| Nachthorn          | 4′    |
| Principal          | 2′    |
| Sifflöte           | 1 ⁄3′ |
| Octav              | 1′    |
| Cymbel II          | 1⁄3′  |
| Krummhorn          | 8′    |
| Tremulant          |       |

| II Hauptwerk C–g3 |        |
| Principal         | 8′     |
| Hohlflöte         | 8′     |
| Salicional        | 8′     |
| Octav             | 4′     |
| Gedacktflöte      | 4′     |
| Nasat             | 2 ⁄3′  |
| Kleinpommer       | 2′     |
| Terz              | 1 3⁄5′ |
| Mixtur IV         | 1 ⁄3′  |
| Trompete          | 8′     |
| Tremulant         |        |

| III Schwellwerk C–g3 |       |       |
| Bourdon              | 8′    | (neu) |
| Gamba                | 8′    | (neu) |
| Prinzipal            | 4′    | (neu) |
| Nazard               | 2 ⁄3′ | (neu) |
| Piccolo              | 2′    | (neu) |
| Sifflöte             | 1′    | (neu) |
| Oboe                 | 8′    | (neu) |
| Tremulant            |       |       |

| Pedal C–f1    |     |
| Subbaß        | 16′ |
| Gedackt       | 8′  |
| Weitprincipal | 4′  |
| Rohrpfeife    | 2′  |
| Posaune       | 16′ |

- Bemerkungen: Schleiflade, mechanische Spiel- und Registertraktur, Spielschrank, frühklassizistischer Prospekt von 1792 (Johann Georg Rabus), neues dreiteiliges Gehäuse des Rückpositivs
- Koppeln: III/II, III/I, II/I, III/P, II/P, I/P

## Glocken
St. Martin in Steinheim besitzt zwei Glocken. Eine wurde 1540 vermutlich in der Biberacher Gießhütte von Hans Folmer II gegossen. Sie besitzt einen Durchmesser von 106 und eine Höhe von 88 Zentimetern. Die Schulterinschrift ist in Schmuckmajuskeln zwischen Schnurstegen gefasst und lautet: HELF VNS GOT ALEN VS NOT ANNO dOMINI M CCCCC XXXX IAR. Der Schlagring besitzt drei Stege. Der Kronenbügel hat einen rechteckigen Querschnitt mit gefasten Kanten und ist ansonsten glatt, in geschwungener Form gefasst. Die zweite Glocke wurde 1596 in Memmingen von Wolf Dietrich Merck gegossen. Sie besitzt einen Durchmesser von 89,5 und eine Höhe von 67 Zentimetern. Die Schulterinschrift lautet AVS DEM FEIR BIN ICH GEFLOSEN WOLF D MERCK ZV MEMMINGEN HAT M COSEN./1596. Der Schlagring besitzt drei Stege. Am Kronenbügel ist an der Vorderseite ein bärtiger Kopf zu sehen.